# Рівер-Фолс (Алабама)
Рівер-Фолс (англ. River Falls) — місто (англ. town) в США, в окрузі Ковінгтон штату Алабама. Населення — 479 осіб (2020).

## Географія
Рівер-Фолс розташований за координатами 31°21′9″ пн. ш. 86°32′41″ зх. д. / 31.35250° пн. ш. 86.54472° зх. д. (31.352397, -86.544609).  За даними Бюро перепису населення США в 2010 році місто мало площу 18,38 км², з яких 17,70 км² — суходіл та 0,68 км² — водойми.

## Демографія
Згідно з переписом 2010 року, у місті мешкало 526 осіб у 226 домогосподарствах у складі 151 родини. Густота населення становила 29 осіб/км².  Було 262 помешкання (14/км²).
Расовий склад населення:
| - 60,8 % — білих - 35,0 % — чорних або афроамериканців - 0,8 % — корінних американців - 1,3 % — осіб інших рас |

До двох чи більше рас належало 2,1 %. Частка іспаномовних становила 1,5 % від усіх жителів.
За віковим діапазоном населення розподілялося таким чином: 20,3 % — особи молодші 18 років, 61,8 % — особи у віці 18—64 років, 17,9 % — особи у віці 65 років та старші. Медіана віку мешканця становила 47,0 року. На 100 осіб жіночої статі у місті припадало 88,5 чоловіків;  на 100 жінок у віці від 18 років та старших — 77,5 чоловіків також старших 18 років.
Середній дохід на одне домашнє господарство  становив 40 133 долари США (медіана — 28 977), а середній дохід на одну сім'ю — 54 774 долари (медіана — 39 327). Медіана доходів становила 41 458 доларів для чоловіків та 22 206 доларів для жінок. За межею бідності перебувало 20,5 % осіб, у тому числі 28,3 % дітей у віці до 18 років та 9,3 % осіб у віці 65 років та старших.
Цивільне працевлаштоване населення становило 208 осіб. Основні галузі зайнятості: виробництво — 23,6 %, сільське господарство, лісництво, риболовля — 12,5 %, науковці, спеціалісти, менеджери — 11,5 %, роздрібна торгівля — 10,6 %.